# Hernando da Silva Ramos
Hermano João „Nano” da Silva Ramos (Párizs, 1925. december 7. –) brazil autóversenyző.

## Pályafutása
Pályafutása alatt hét Formula–1-es világbajnoki versenyen állt rajthoz. Az 1955-ös holland nagydíjon egy nyolcadik helyezéssel debütált a sorozatban. Legjobb helyezését a monacói futamon érte el, 1956-ban. Heraldo az ötödik helyen zárt és két pontot szerzett.
1954 és 1959 között négy alkalommal vett részt a Le Mans-i 24 órás versenyen.

## Eredményei

### Teljes Formula–1-es eredménylistája
(Táblázat értelmezése)

(Félkövér: pole-pozícióból indult; dőlt: leggyorsabb kört futott) 

| Év   | Csapat         | Modell          | Motor              | 1   | 2     | 3   | 4   | 5     | 6      | 7      | 8      | Helyezés | Pont |
| ---- | -------------- | --------------- | ------------------ | --- | ----- | --- | --- | ----- | ------ | ------ | ------ | -------- | ---- |
| 1955 | Equipe Gordini | Gordini Type 16 | Gordini Straight-6 | ARG | MON   | 500 | BEL | NED 8 | GBR Ki | ITA Ki |        | -        | 0    |
| 1956 | Equipe Gordini | Gordini Type 16 | Gordini Straight-6 | ARG | MON 5 | 500 | BEL |       |        |        |        | 19.      | 2    |
| 1956 | Equipe Gordini | Gordini Type 32 | Gordini Straight-8 |     |       |     |     | FRA 8 | GBR Ki | GER    | ITA Ki | 19.      | 2    |

### Le Mans-i 24 órás autóverseny
| Év   | Csapat              | Autó                       | Csapattárs      | Helyezés |
| ---- | ------------------- | -------------------------- | --------------- | -------- |
| 1954 | Jean-Paul Colas     | Aston Martin DB2/4 Vignale | Jean-Paul Colas | Kiesett  |
| 1955 | Automobiles Gordini | Gordini T15S               | Jacques Pollet  | Kiesett  |
| 1956 | Automobiles Gordini | Gordini T23S               | André Guelfi    | Kiesett  |
| 1959 | Scuderia Ferrari    | Ferrari 250 TR59           | Cliff Allison   | Kiesett  |

## Külső hivatkozások
- Profilja a grandprix.com honlapon (angolul)
- Profilja a statsf1.com honlapon (angolul)